# فيسلهوفيده
فيزلهوفده (بالألمانية: Visselhövede) هي بلدة ألمانية تقع في Rotenburg في ألمانيا. يقدر عدد سكانها بـ 10,640 نسمة .